# Liam Whelan
Liam Whelan (ur. 1 kwietnia 1935, zm. 6 lutego 1958) – irlandzki piłkarz. 

## Życiorys
Zginął w katastrofie lotniczej w Monachium. Miał 22 lata.